# Talpa occidentalis
Talpa occidentalis là một loài động vật có vú trong họ Talpidae, bộ Soricomorpha. Loài này được Cabrera mô tả năm 1907.
Loài chuột chũi này được tìm thấy ở Tây Ban Nha và Bồ Đào Nha.

## Hình ảnh

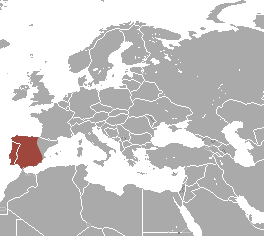